# 学院绿地

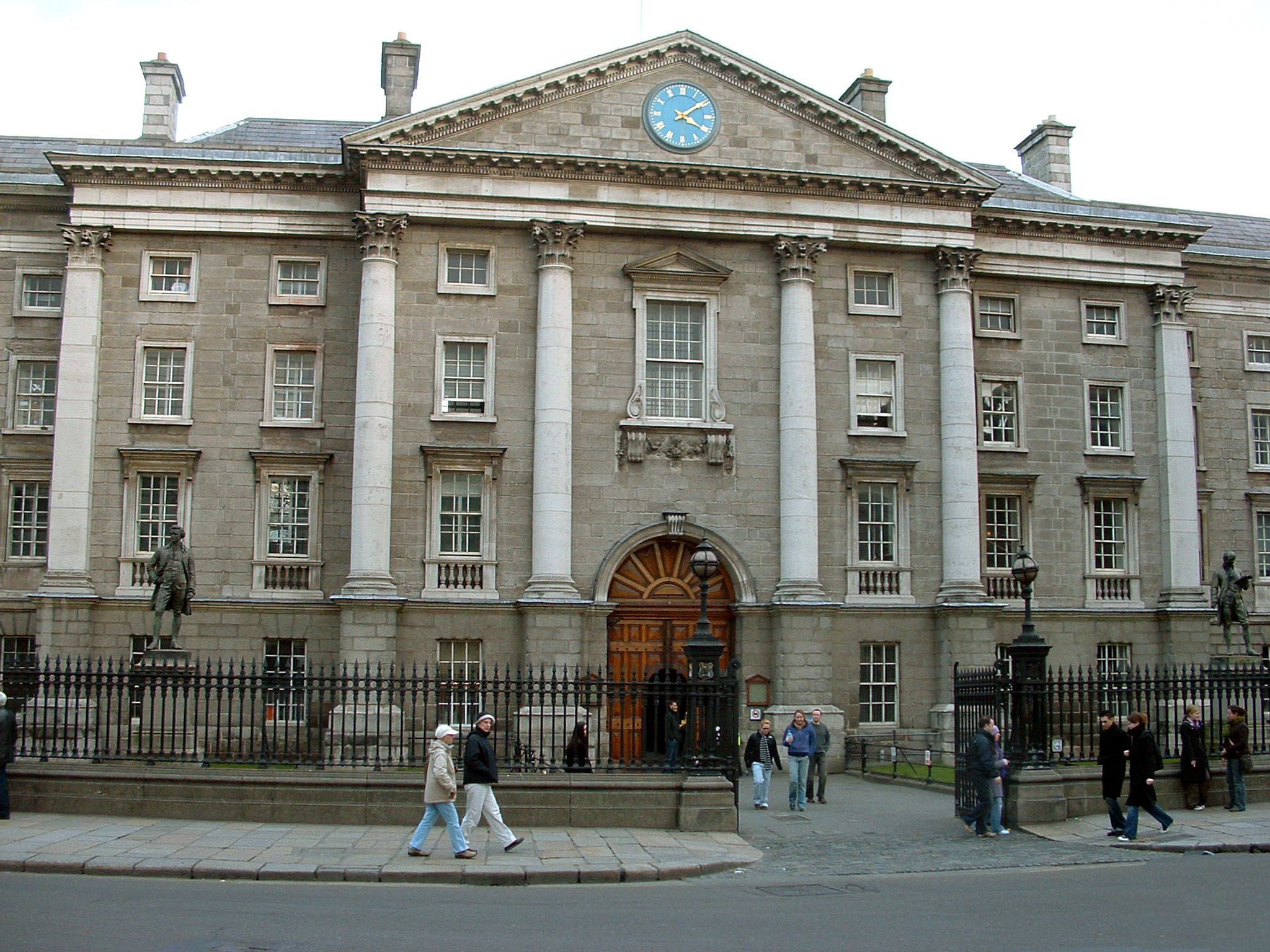
都柏林三一学院面朝学院绿地

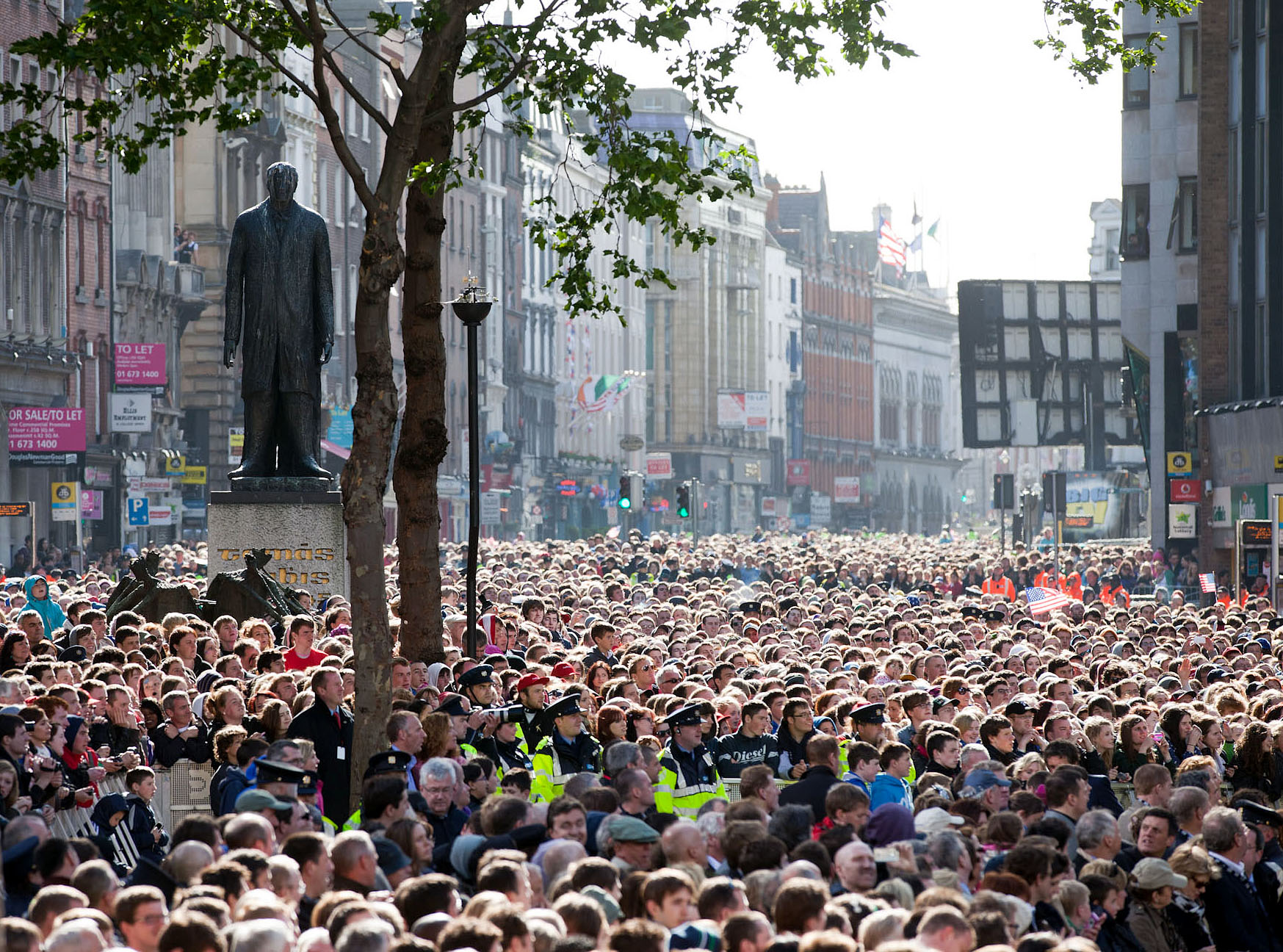
2011年，人群聚集在学院绿地，观看美国总统奥巴马演讲

学院绿地（英语：College Green，爱尔兰语：Faiche an Choláiste）是都柏林市中心的一个三角形广场。其北侧建筑物今天是爱尔兰银行，在1800年以前曾是爱尔兰国会大厦。其东侧为都柏林三一学院。其南侧矗立着一系列19世纪建筑，大多是银行。一条主要街道，Dame街，从西边进入广场。学院绿地为重大政治集会的集合点，1990年代中期，美国总统克林顿在此对群众演讲；2011年5月23日，奥巴马总统也在此对群众演讲。 
在学院绿地有三个主要的公共纪念碑，分别纪念爱尔兰旧议会议员亨利·格拉顿、爱国者托马斯·奥斯本·戴维斯等。 

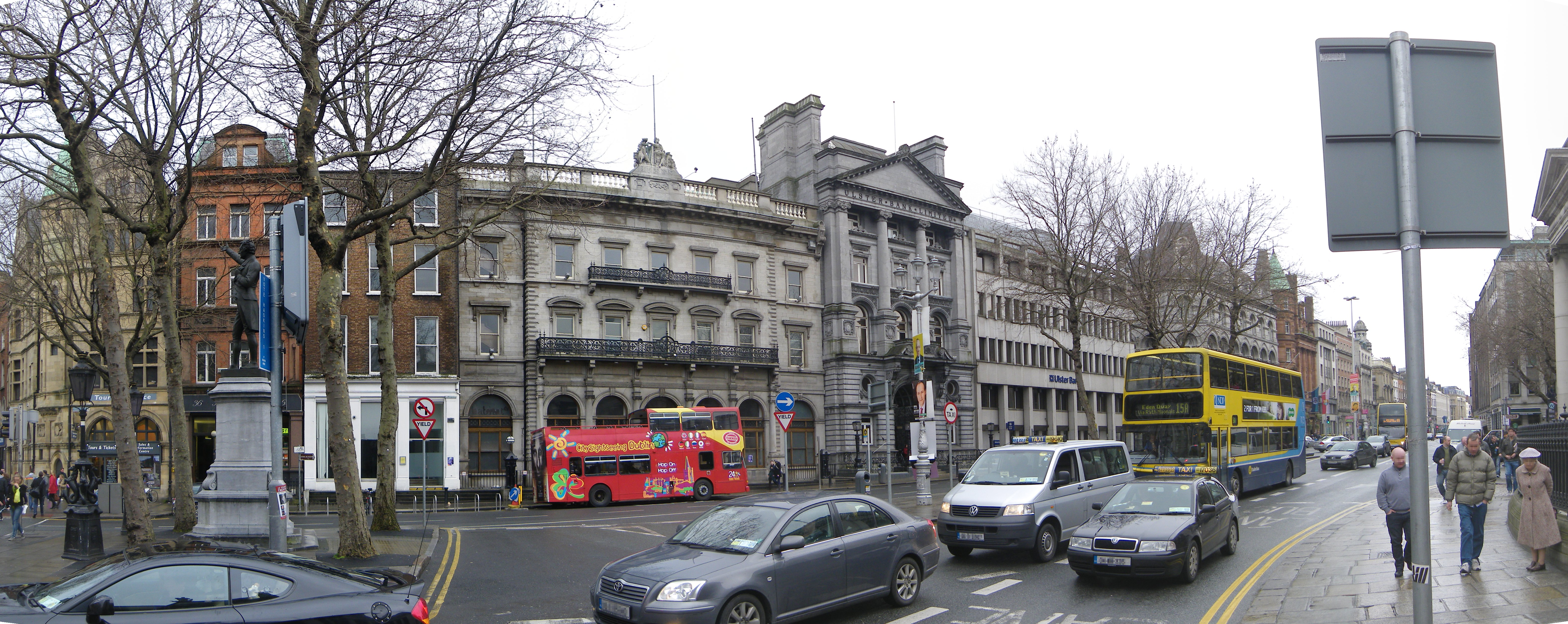
学院绿地南侧

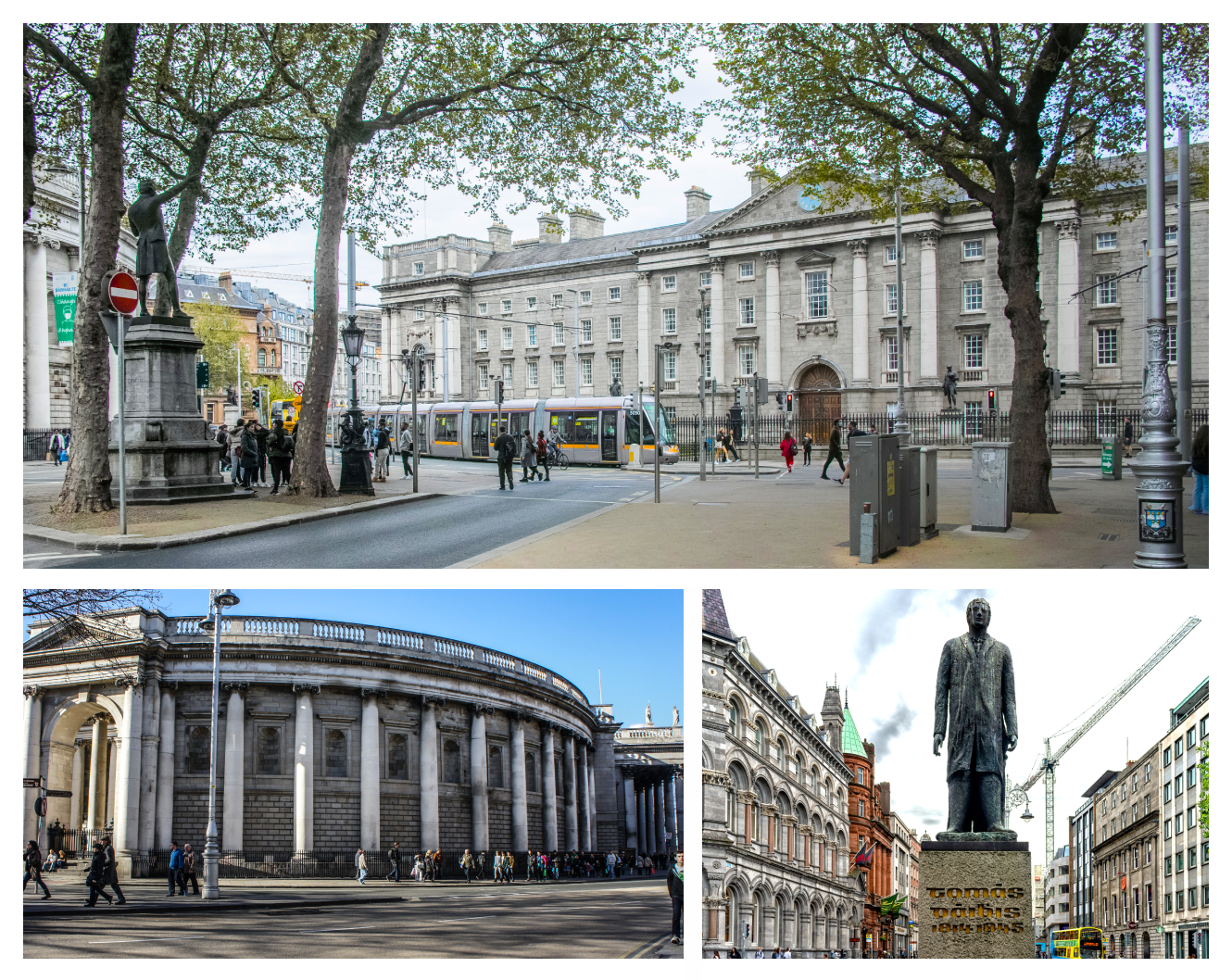

都柏林市的自由民有权利在学院绿地放牧牲畜。